# Джав'ян Олівер
Джав'ян Олівер (англ. Javianne Oliver, нар. 26 грудня 1994) — американська легкоатлетка, яка спеціалізується в бігу на короткі дистанції.

## Спортивна кар'єра
У 2021 стала першою у загальному заліку Світового туру в приміщенні з бігу на 60 метрів, внаслідок чого здобула право взяти участь у чемпіонаті світу в приміщенні-2022.

## Основні міжнародні виступи
| Рік             | Змагання                     | Місце проведення | Місце           | Дисципліна            | Результат       | Примітки        |
| Представник США | Представник США              | Представник США  | Представник США | Представник США       | Представник США | Представник США |
| --------------- | ---------------------------- | ---------------- | --------------- | --------------------- | --------------- | --------------- |
| 2018            | Чемпіонат світу в приміщенні | Бірмінгем        | 9               | біг на 60 метрів      | 7.10            |                 |
| 2021            | Олімпійські випробування США | Юджин, США       | 1               | біг на 100 метрів     | 10.99           |                 |
| 2021            | Олімпійські ігри             | Токіо, Японія    | 13              | біг на 100 метрів     | 11.08           |                 |
| 2021            | Олімпійські ігри             | Токіо, Японія    | 2               | естафета 4×100 метрів | 41.45           | SB              |